# Albert Schou
Albert Schou (27. března 1849 – 4. února 1900, Kodaň) byl dánský fotograf.

## Životopis
Byl poručíkem ve výslužbě a pracoval jako prodavač u knihkupce, když se v roce 1867 spojil s fotografem Georgem Emilem Hansenem a jeho bratrem, malířem Nielsem Christianem Hansenem, aby otevřeli fotografické studio, které se po připojení Clemense Wellera (knihaře) v roce 1869, se stala firmou Hansen, Schou & Weller.
Dne 14. dubna 1869 se stal Hansen, Schou & Weller dvorním fotografem. V roce 1872 se ateliér podílel na Nordické průmyslové a umělecké výstavě v Kodani. V pozdějších letech studio neslo název Hansen & Weller. Do roku 1885 měl ateliér adresu na Østergade 15, potom se přestěhoval do bývalého paláce Berkentinsche Palais (Palais Schimmelmann), Bredgade 28. Jediným vlastníkem byl Clemens Weller. Fotografoval především aristokraty a celebrity. Po své smrti zanechal archiv 360 000 pečlivě zabalených fotografických desek.
V roce 1883 Schou vydával novinové reklamy propagující jej jako nezávislého fotografa se studiem na Holmens Kanal. V roce 1885 firmu opustil a o dva roky později si otevřel vlastní studio na Købmagergade, které provozoval až do roku 1898. Některé z jeho fotografií také obsahují adresy poblíž zahrad Tivoli a Vesterbrogade.
Jeho syn „Albert Schou jr.“ (Albert Christian Ludvig Max Schou, 1878–1944) byl také fotograf a pokračoval v podnikání svého otce a provozoval vlastní studio na Frederiksborggade. V roce 1893 získal stříbrnou medaili na světové kolumbijské výstavě v Chicagu.

## Galerie

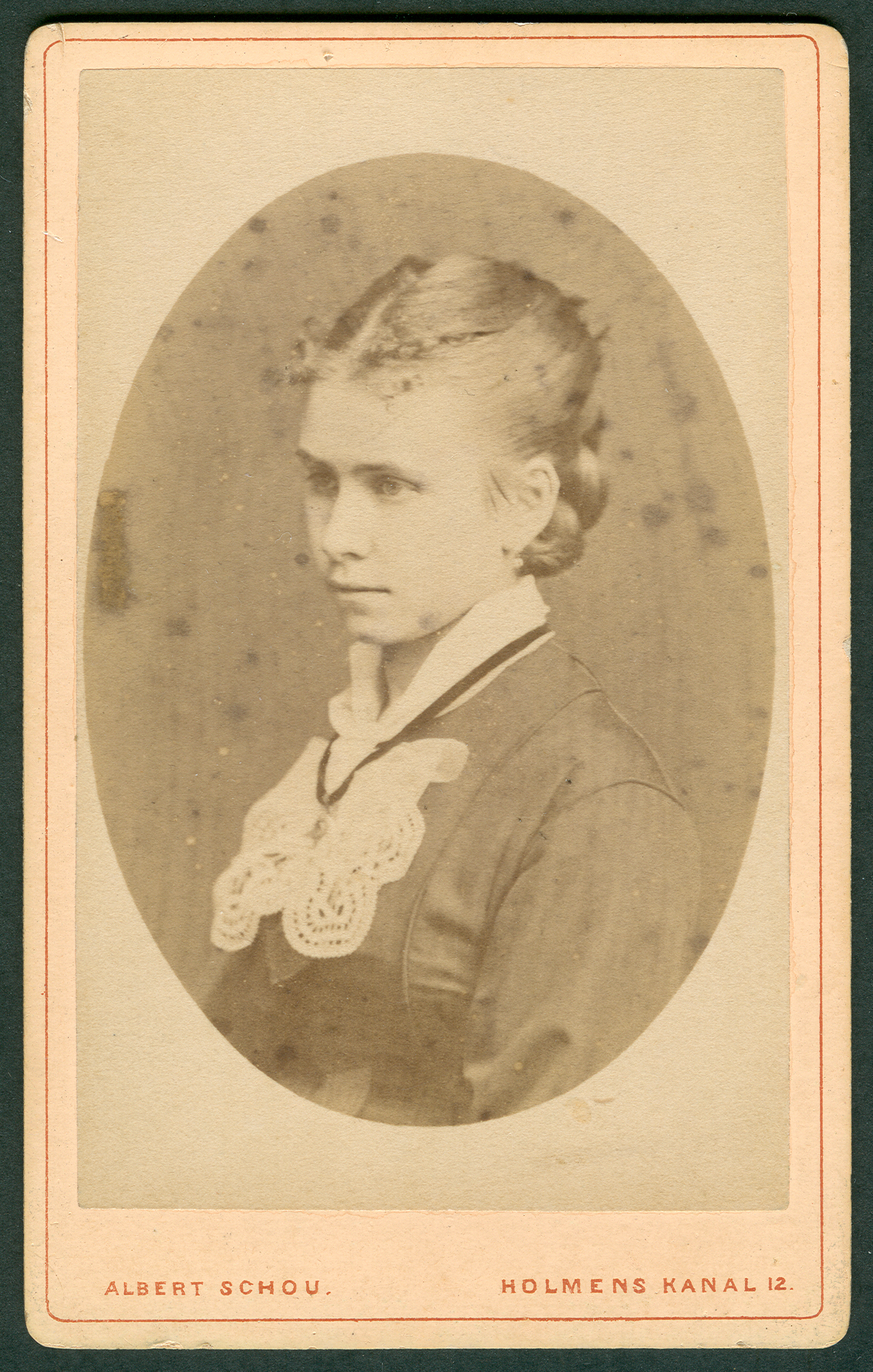
Neznámá mladá dívka
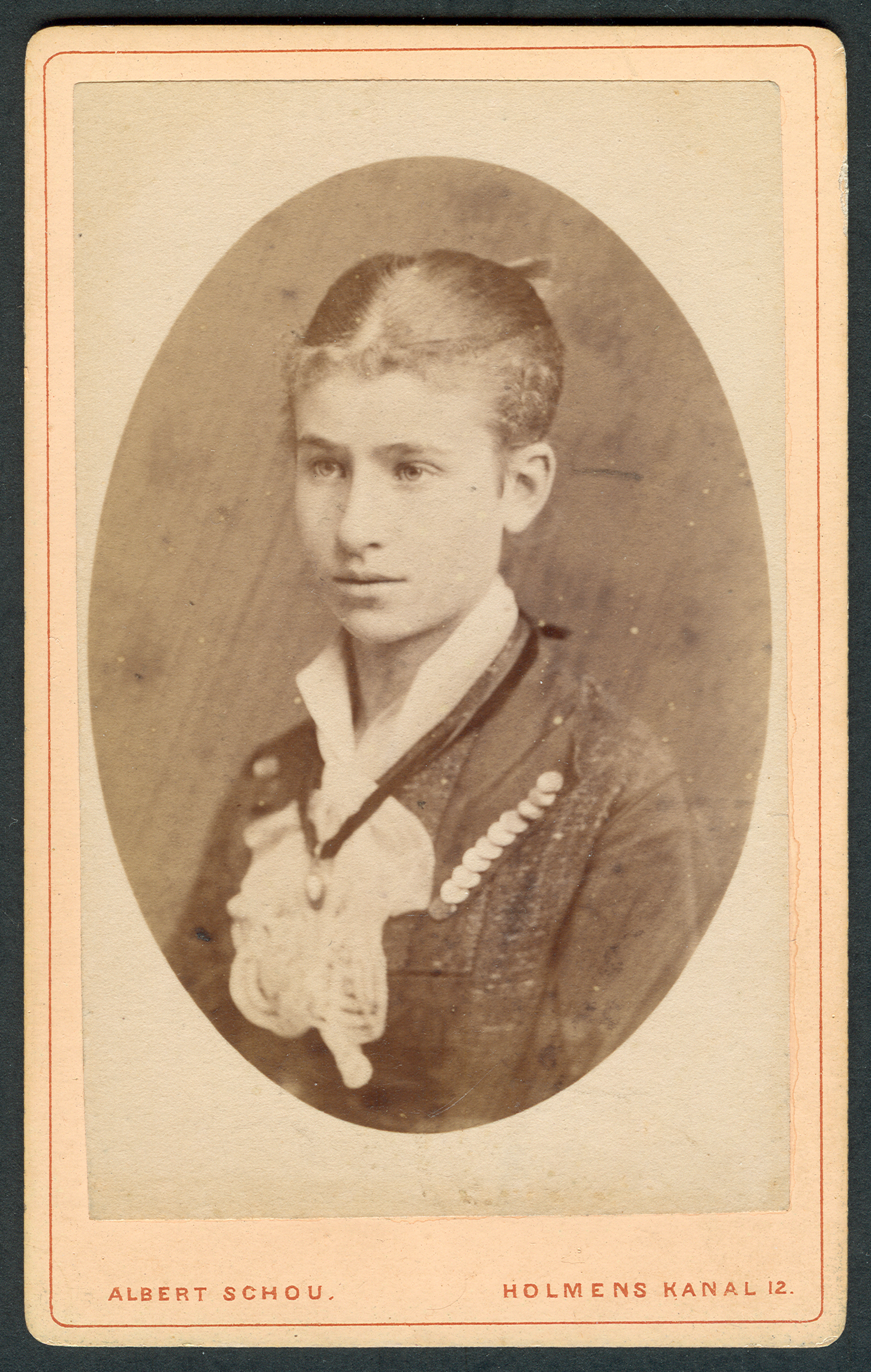
Neznámá mladá dívka
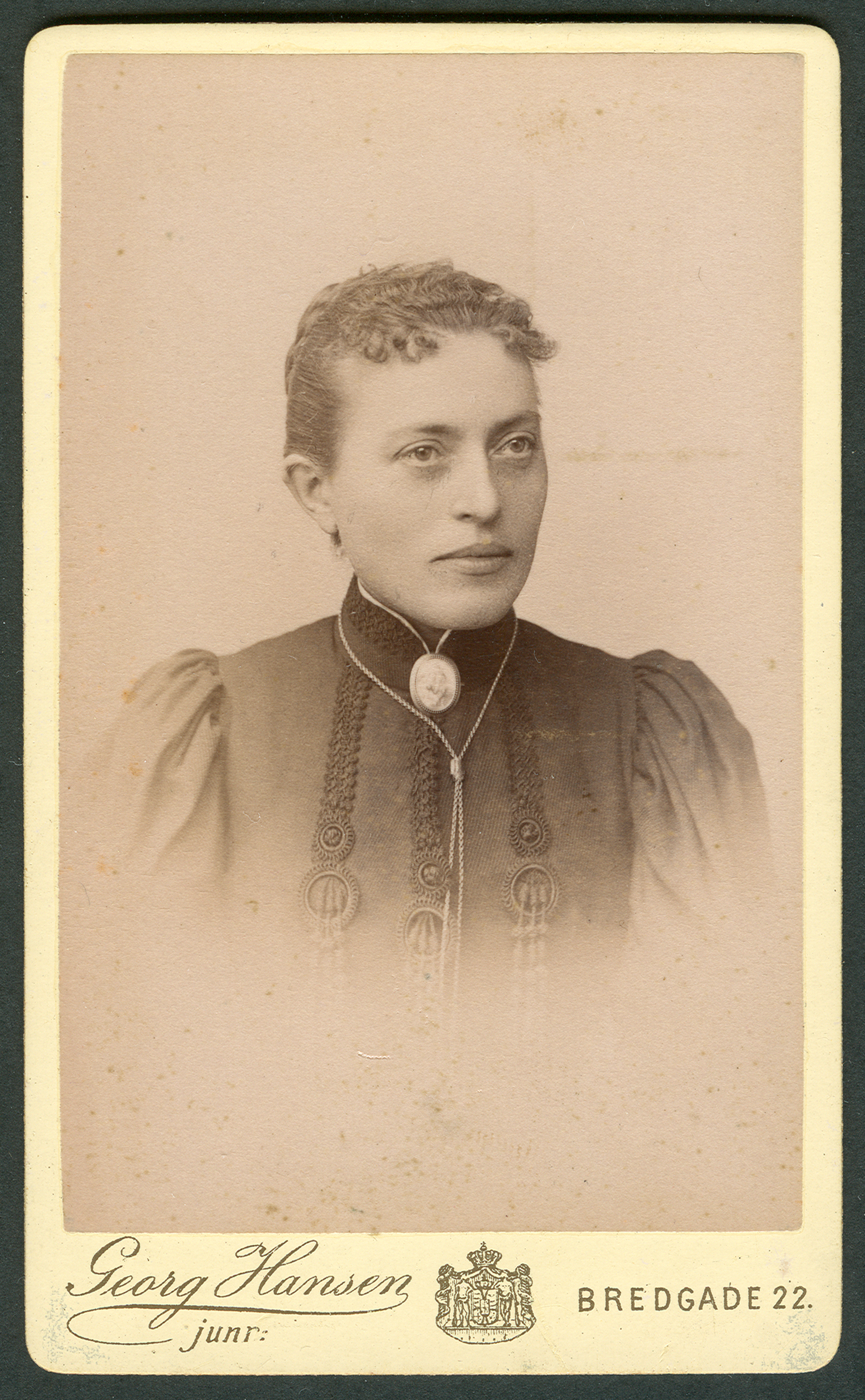
Hansen, Schou & Weller: Studiový portrét
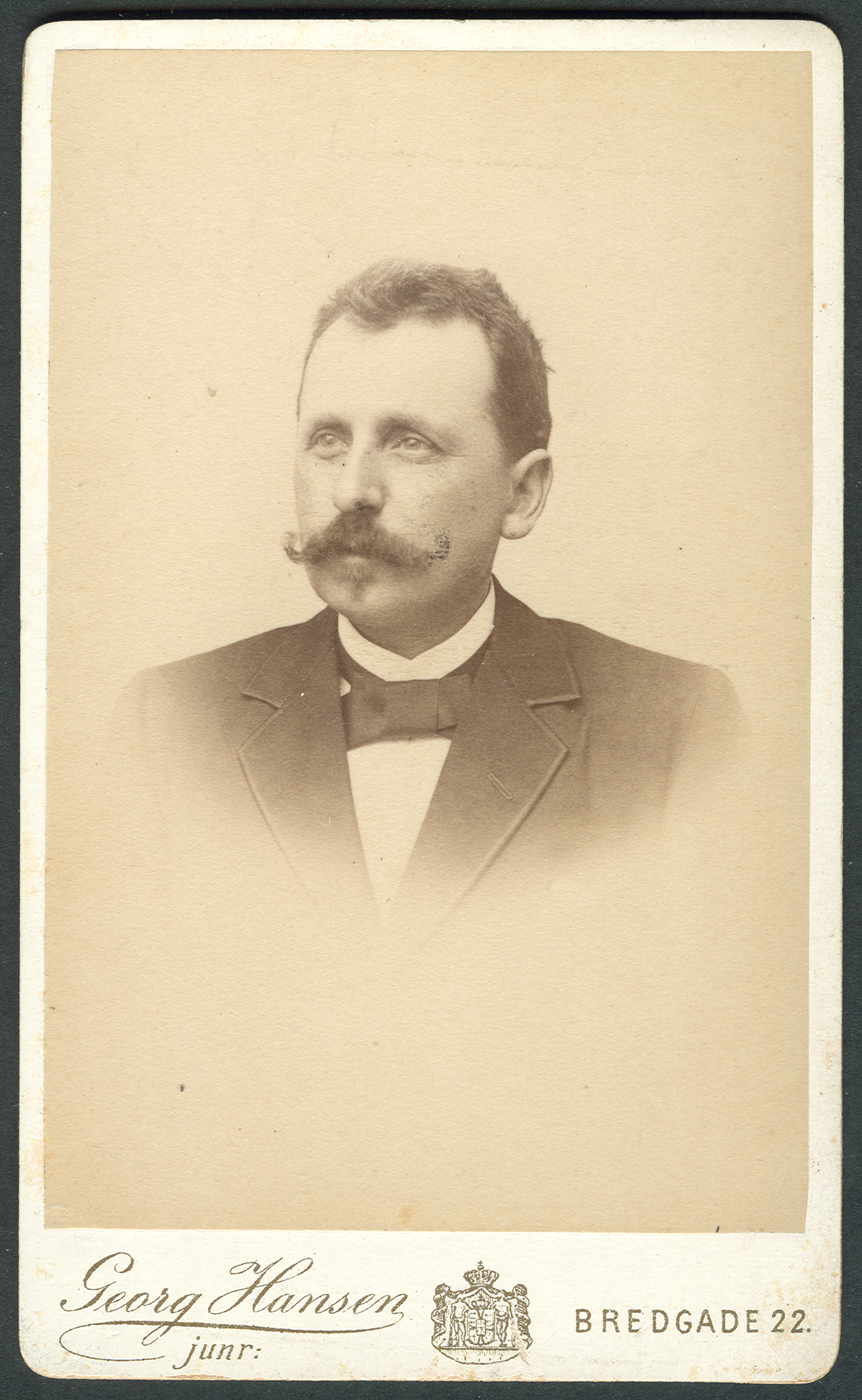
Hansen, Schou & Weller: Studiový portrét
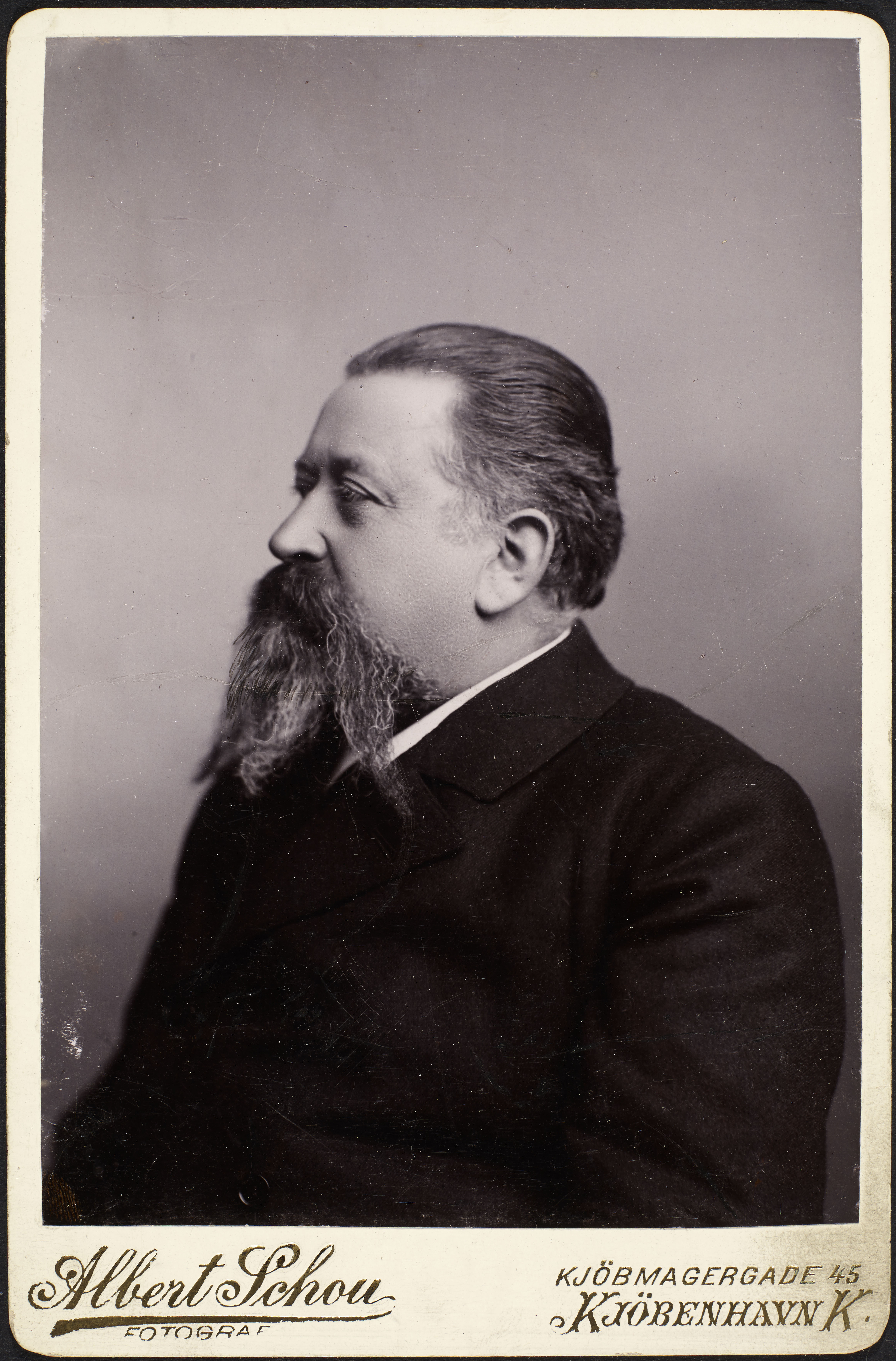
Carl Maglekilde-Petersen, 1895
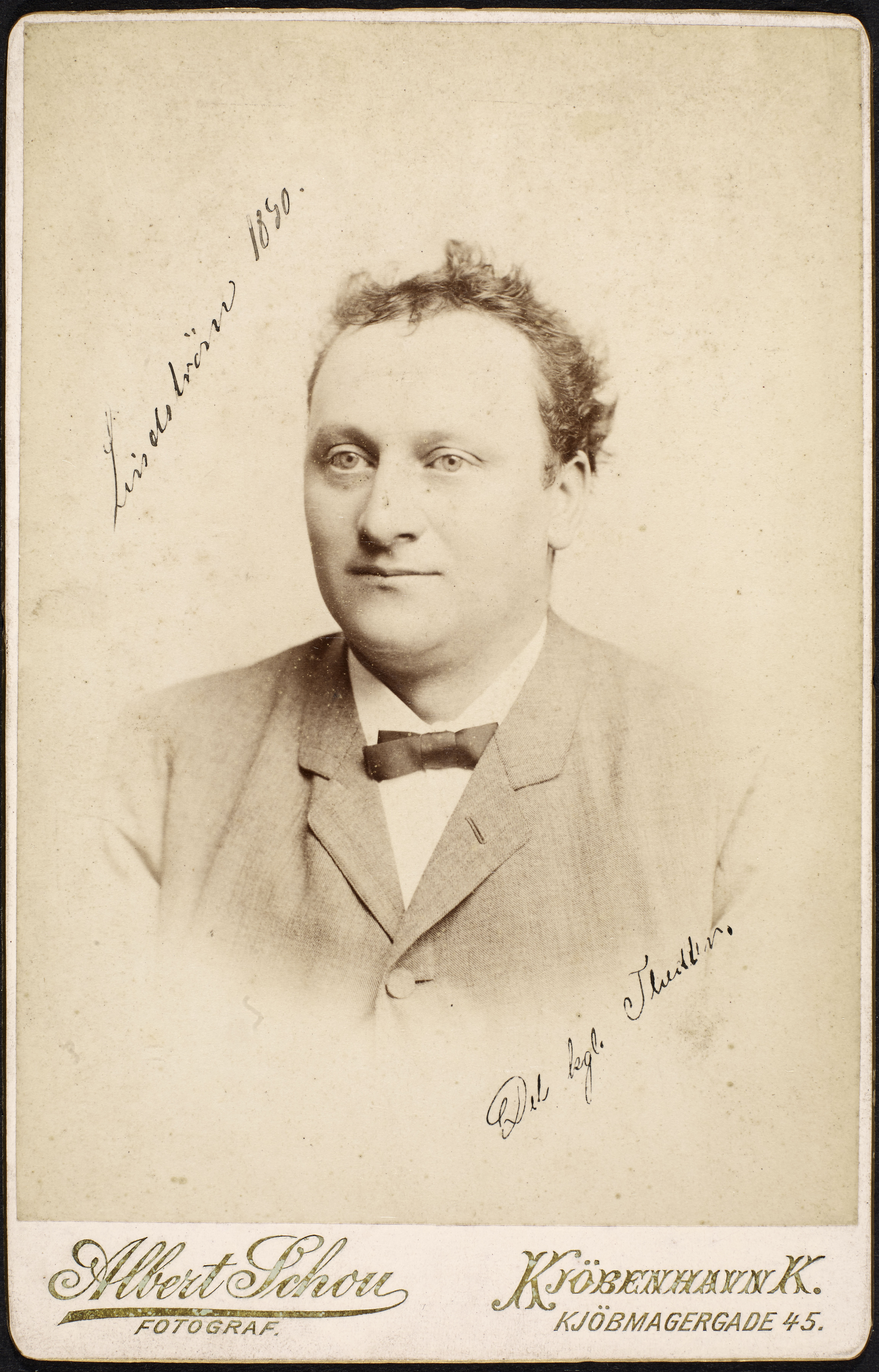
Viggo Lindstrøm, 1890